# Tensho

Teisho, technique de main principale du kata Tensho.

Tensho est un kata de karaté du style Goju-Ryu, également présent en Shitō-ryū et Kyokushinkai. Il a été adapté du Wushu par le maître Chojun Miyagi. Ten signifie rotation et sho désigne la main ouverte.

## Origines et signification
Ce kata a été développé par le maître de Gōjū-ryū Chojun Miyagi à partir du kata Rokkishu du style chinois « Aigrette blanche » interne au Wushu. Rokkishu signifie « six mains » et fait référence aux différentes positions des mains dans ce kata.
Ten signifie rotation et sho désigne la main ouverte.

## Caractéristiques
Tensho est un kata respiratoire très esthétique, qui combine des mouvements souples et fluides, représentatifs de la notion de ju (souplesse), avec une forte tension dynamique en fin de mouvement. Il sollicite une respiration profonde et une force de concentration dans le tanden (point de force). C'est un kata caractéristique du style Gôjû Ryû.